# Сюзьва (селище)
Сюзьва́ (рос. Сюзьва) — селище у складі Афанасьєвського району Кіровської області, Росія. Входить до складу Борського сільського поселення.
Населення становить 105 осіб (2010, 187 у 2002).
Національний склад станом на 2002 рік — росіяни 95 %.